# Іст-Меріон (Нью-Йорк)
Іст-Меріон (англ. East Marion) — переписна місцевість (CDP) в США, в окрузі Саффолк штату Нью-Йорк. Населення — 1048 осіб (2020).

## Географія
Іст-Меріон розташований за координатами 41°7′52″ пн. ш. 72°20′43″ зх. д. / 41.13111° пн. ш. 72.34528° зх. д. (41.131013, -72.345158).  За даними Бюро перепису населення США в 2010 році переписна місцевість мала площу 6,13 км², з яких 5,80 км² — суходіл та 0,33 км² — водойми.

## Демографія
Згідно з переписом 2010 року, у переписній місцевості мешкало 926 осіб у 409 домогосподарствах у складі 272 родин. Густота населення становила 151 особа/км².  Було 953 помешкання (155/км²).
Расовий склад населення:
| - 95,2 % — білих - 0,9 % — азіатів - 0,8 % — чорних або афроамериканців - 1,2 % — осіб інших рас |

До двох чи більше рас належало 1,9 %. Частка іспаномовних становила 6,7 % від усіх жителів.
За віковим діапазоном населення розподілялося таким чином: 14,7 % — особи молодші 18 років, 53,4 % — особи у віці 18—64 років, 31,9 % — особи у віці 65 років та старші. Медіана віку мешканця становила 53,7 року. На 100 осіб жіночої статі у переписній місцевості припадало 102,2 чоловіків;  на 100 жінок у віці від 18 років та старших — 97,0 чоловіків також старших 18 років.
Середній дохід на одне домашнє господарство  становив 90 271 долар США (медіана — 72 500), а середній дохід на одну сім'ю — 105 333 долари (медіана — 99 625). Медіана доходів становила 45 938 доларів для чоловіків та 90 192 долари для жінок. За межею бідності перебувало 1,6 % осіб, у тому числі 15,1 % дітей у віці до 18 років та 0,0 % осіб у віці 65 років та старших.
Цивільне працевлаштоване населення становило 376 осіб. Основні галузі зайнятості: освіта, охорона здоров'я та соціальна допомога — 35,4 %, будівництво — 14,6 %, науковці, спеціалісти, менеджери — 13,3 %.